# أكيكو فوكوشيما
أكيكو فوكوشيما (باليابانية: 福嶋晃子؛ بالكانا: ふくしま あきこ) هي لاعبة غولف يابانية، ولدت في 29 يونيو 1973 في كونان-كو في اليابان.

## وصلات خارجية
- الموقع الرسمي